# Ejército Revolucionario de Bougainville
El Ejército Revolucionario de Bougainville (BRA) fue un grupo secesionista formado en 1988 por habitantes de Bougainville que buscaban su independencia respecto a Papúa Nueva Guinea. El líder del BRA fue Francis Ona, quien dirigió al BRA contra la Fuerza de Defensa de Papúa Nueva Guinea durante el violento conflicto que duró 10 años. No todos los miembros del BRA aceptaron el Tratado de Paz y lo boicotearon, algunos se han mantenido en una zona prohibida oficial, protegidos por miembros de la Fuerza de Defensa Meekamui, actualmente comandada por Moses Pepino.
Los líderes del BRA argumentaron que Bougainville es étnicamente parte de las Islas Salomón y que no se ha beneficiado de la extensa minería que se ha realizado en la isla. En 1989, los líderes del BRA proclamaron la independencia de Bougainville de Papúa Nueva Guinea y establecieron el Gobierno Autónomo de Bougainville (ABG). Como resultado de ello, los combates entre el BRA y la Fuerza de Defensa de Papúa Nueva Guinea, estas últimos con apoyo de Australia, se intensificaron.
En enero de 1991 se firmó la Declaración de Honiara, en la que ambas partes acordaron un alto el fuego. Este alto el fuego se rompió pronto y los combates continuaron. En 1997, Bill Skate, del Partido del Congreso Nacional del Pueblo, fue elegido Primer Ministro de Papua Nueva Guinea y prometió que la paz en Bougainville sería su máxima prioridad. Esto condujo a la firma de un acuerdo de alto el fuego, el Registro Rotokas, y a un movimiento hacia la paz y la autonomía de Bougainville. Como resultado, el BRA ya no participa activamente en los combates, aunque algunos de sus líderes están involucrados en el ABG.